# John Fitzgerald (Footballspieler, 1948)
John Robert Fitzgerald (* 16. April 1948 in Southbridge, Massachusetts, USA) ist ein ehemaliger US-amerikanischer American-Football-Spieler. Er spielte als Center in der National Football League (NFL) bei den Dallas Cowboys.

## Spielerlaufbahn
John Fitzgerald besuchte in seiner Geburtsstadt die Highschool und schloss sich nach seinem Schulabschluss dem Boston College an. Dort spielte er für die Boston College Eagles von 1967 bis 1969 Football. Er wurde von seiner Mannschaft sowohl in der Offensive Line, als auch in der Defensive Line eingesetzt. Im Jahr 1970 wurde Fitzgerald von den Dallas Cowboys in der vierten Runde an 101. Stelle gedraftet. Der Trainer der Cowboys, Tom Landry, setzte ihn zunächst überwiegend in den Special Teams als Long-Snapper ein. Er hatte die Aufgabe dem eigenen Kicker Toni Fritsch die Ausführung eines Field Goal zu ermöglichen. In seinem Rookiespieljahr gewann er mit seiner Mannschaft das NFC Championship Game. Seine Mannschaft scheiterte aber mit 16:13 im Super Bowl V an den Baltimore Colts, die von Don McCafferty betreut wurden.
Im Jahr 1971 gewann John Fitzgerald mit den Cowboys in der Regular Season elf von 14 Spielen und zog damit in die Play-offs ein. Nach einem 14:3-Sieg über die San Francisco 49ers gelang seinem Team im Super Bowl VI gegen die von Don Shula trainierten Miami Dolphins ein 24:3-Sieg.
Im Jahr 1973 konnte sich Fitzgerald bei den Cowboys auf der Position eines Centers durchsetzen. Die Offensive Line um Fitzgerald, dem Guard John Niland sowie den Offensive Tackle Rayfield Wright und Ralph Neely sollte sich zu einem Erfolgsgarant für die Mannschaft aus Dallas entwickeln.
Unter Führung von Quarterback Roger Staubach gewann Fitzgerald im Jahr 1975 die NFC Meisterschaft. Einem 37:7-Sieg über die Los Angeles Rams im NFC Championship Game folgte allerdings eine 21:17-Niederlage gegen die von Chuck Noll betreuten Pittsburgh Steelers im Super Bowl X.
Nach der Saison 1977 konnte Fitzgerald den Gewinn seines zweiten Super Bowls feiern. Nach dem Gewinn der NFC Meisterschaft durch einen 23:6-Sieg über die Minnesota Vikings folgte ein 37:7-Sieg über die Denver Broncos im Super Bowl XII.
In der nachfolgenden Saison scheiterte John Fitzgerald nach dem erneuten Gewinn des NFC Titels im Super Bowl XIII mit 35:31 an den Pittsburgh Steelers.
John Fitzgerald verletzte sich vor der Saison 1981 schwer und kam in dieser Spielrunde nicht mehr zum Einsatz. Er wurde durch Tom Rafferty ersetzt und beendete nach dem Spieljahr seine Laufbahn.

## Nach der Karriere
John Fitzgerald wurde nach seiner Laufbahn Geschäftsmann und ist Mitinhaber einer Versicherungsagentur in Dallas.

## Quelle
- Jens Plassmann: NFL – American Football. Das Spiel, die Stars, die Stories (= Rororo 9445 rororo Sport). Rowohlt, Reinbek bei Hamburg 1995, ISBN 3-499-19445-7.